# ویکتور پینچاک
ویکتور پینچاک (اوکراینی: Віктор Миха́йлович Пінчýк؛ زادهٔ ۱۴ دسامبر ۱۹۶۰) کارآفرین، سیاست‌مدار و مدیر ارشد اجرایی اوکراینی است، که مالک و بنیانگذار شرکت اینترپایپ می‌باشد. پینچاک در سال ۲۰۱۶ با دارایی خالص ۱٫۵ میلیارد دلار، در رتبه ۱۲۵۰ از فهرست ثروتمندترین افراد جهان از سوی مجله فوربز قرار گرفت.